# قلعه چهل در
قلعه چهل در مربوط به سدهٔ ۶ و ۷ ه.ق است و در شهرستان سوادکوه، روستای ورسک، جنب پل راه آهن واقع شده و این اثر در تاریخ ۱۰ بهمن ۱۳۸۳ با شمارهٔ ثبت ۱۱۳۴۵ به‌عنوان یکی از آثار ملی ایران به ثبت رسیده است.